# Пам'ятки архітектури Бережан
Бережани внесені до списку історичних міст і селищ 1-ї категорії цінності України; 2001 р. місту надано статус Державного історико-архітектурного заповідника.
| Назва                                      | Датування              | Розташування                  | Короткий опис | Номер | Зображення |
| ------------------------------------------ | ---------------------- | ----------------------------- | --- | ----- | ---------- |
| Ратуша                                     | 1811                   | пл. Ринок, 1                  | Споруджена на місці дерев'яної. Будівля була виразником ранньокласичного стилю — двоповерхова прямокутна будівля з двохярусною вежею та внутрішнім двором. Перший поверх займали крамниці, на другому — приміщення гімназії, яка розташовувалась тут до 1914 (фактично до 1920-тих) років. | 638   |            |
| Троїцький собор                            | 1768                   | пл. Ринок, 12                 | Розташована в центрі міста, фасадом до площі Ринок. Первісний вигляд мав ґотично-ренесансні форми, часті перебудови (1748–1768, 1810, 1830, 1860 рр.) спричинилася до їх нівеляції. Остання перебудова відбудувалася протягом 1893–1903 років, з цього часу церква святої Трійці набула сучасного вигляду. | 639   |            |
| Церква Святого Миколая                     | імовірно 1594-1610 рр. | Адамівка (передмістя Бережан) | дерев'яна | 640   |            |
| Замок                                      | 1554                   | вул. Івана Франка             | Пам'ятка архітектури з яскраво вираженою ренесансною стильовою традицією. Первісний варіант будівлі споруджено протягом 1534—54 років. На його прикладі можна побачити перехідний етап у системі тогочасного фортифікаційного будівництва — від винятково оборонних функцій до оборонно-житлових. Називають також «Східним Вавелем»; ренесансний замок, резиденція шляхтичів Сенявських. Стіни фортеці завтовшки від 2 до 6 метрів; оточена двома рукавами річки Золота Липа та 800 метровим болотом. Замок витримав десятки облог і здавався лише козакам у 1648 та шведам у 1655 роках.([Шляхетні мури — Український тиждень) | 641/1 |            |
| Троїцький замковий костел-усипальниця      | 1554                   | вул. Івана Франка             | | 641/2 |            |
| Костел Різдва Діви Марії                   | 1620                   | вул. Братів Лепких, 1         | | 642/1 |            |
| Дзвіниця костелу Різдва Діви Марії         | 1741                   | вул. Братів Лепких, 1         | | 642/2 |            |
| Миколаївський костел монастиря бернардинів | 1630-1683              | вул. Костельна, 1             | Зводиться з 30-тих рр. XVII ст. в бароковому стилі. Закінчення будівництва припадає на 80-ті роки. З 1742 року монастирський комплекс, центральною спорудою якого був Миколаївський костьол, оперезано кам'яним муром — надало будівлі оборонного вигляду; зауважимо, зовсім не є дивним, так як міська фортифікаційна лінія проходила поблизу цього комплексу (як і поблизу парафіяльного та вірменського костьолів). Зазначені обставини перетворювали їх на окремі елементи в оборонній системі міста. | 643/1 |            |
| Келії монастиря бернардинів                | 1716-1742              | вул. Костельна, 1             | | 643/2 |            |
| Житловий будинок                           | 1910                   | вул. Академічна, 1            | | 76    |            |
| Житловий будинок                           | початок 20 століття    | вул. Академічна, 14           | | 77    |            |
| Споруда крайового суду                     | 1912                   | вул. Академічна, 20           | Сьогодні в ній розміщені корпуси Бережанського агротехнічного інституту. | 21    |            |
| Банк                                       | 1910                   | вул. Банкова, 6               | Найбільш яскраво модернова стилістика Бережан виражена у спорудженому на початку ХХ ст. будинку допомогової каси (в наш час — приміщення державного банку). | 17    |            |
| Споруда Польського товариства              | початок 20 століття    | вул. Бандери, 2               | | 29    |            |
| Житловий будинок                           | 1910                   | вул. Валова, 11               | | 27    |            |
| Житловий будинок                           | початок 20 століття    | вул. Вірменська, 1            | | 81    |            |
| Житловий будинок                           | початок 19 століття    | вул. Вірменська, 2            | | 18    |            |
| Житловий будинок                           | початок 19 століття    | вул. Вірменська, 4            | | 19    |            |
| Комплекс Вірменського костелу              | 1750/1764              | вул. Вірменська, 6            | Споруджено у 1764 році, на місці дерев'яної церкви, стараннями Деодата Горбача. Будівлі притаманна бароково-рококова еклектична стилістика. Мури, що оточували його, вказували на оборонне використання споруди. Під час пожежі в Бережанах у 1810 р. зовнішня сторона костьолу була сильно понищена, через 50 років їй повернуто попередній вигляд. До сьогодення костьол дійшов у добре збереженому стані, але до сучасних умов не пристосовується. | 82/0  |            |
| Вірменський костел                         | 1764                   | вул. Вірменська, 6            | | 82/1  |            |
| Дзвіниця костелу                           | 1764                   | вул. Вірменська, 6            | | 82/2  |            |
| Житловий будинок                           | 1893                   | вул. Вірменська, 7            | | 83    |            |
| Житловий будинок                           | початок 20 століття    | вул. Вірменська, 8            | | 84    |            |
| Гімназія                                   | 1914                   | вул. Гімназійна, 2            | | 20    |            |
| Комплекс житлових будинків                 | 19 століття            | вул. Кармелюка, 6, 8, 10      | | 26    |            |
| Народний театр                             | початок 20 століття    | вул. Міцкевича, 4             | | 22    |            |
| Житловий будинок                           | початок 20 століття    | вул. Братів Лепких, 4         | | 80    |            |
| Житловий будинок                           | 19 століття            | вул. Братів Лепких, 5         | | 25    |            |
| Українська селянська бурса                 | 19 століття            | вул. Братів Лепких, 6         | | 23    |            |
| Українська бурса                           | 19 століття            | вул. Братів Лепких, 19        | | 24    |            |
| Школа                                      | початок 20 століття    | вул. Тернопільська, 1         | | 85    |            |
| Пошта                                      | початок 20 століття    | вул. С. Бандери, 1            | | 28    |            |
| Житловий будинок                           | 1901                   | вул. С. Бандери, 6            | | 87    |            |
| Житловий будинок                           | 19 століття            | вул. С. Бандери, 14           | | 88    |            |
| Житловий будинок                           | 19 століття            | вулиця Степана Бандери, 19    | | 89    |            |
| Житловий будинок                           | середина 19 століття   | вул. Шевченка, 1              | | 78    |            |
| Житловий будинок                           | середина 19 століття   | вул. Шевченка, 7              | | 79    |            |